# Clytia multiannulata
Clytia multiannulata är en nässeldjursart som beskrevs av Hirohito 1995    . Clytia multiannulata ingår i släktet Clytia och familjen Campanulariidae. Inga underarter finns listade i Catalogue of Life.